# 奥伊伦比斯
奥伊伦比斯是德国莱茵兰-普法尔茨州的一个市镇。总面积3.97平方公里，总人口486人，其中男性227人，女性259人（2011年12月31日），人口密度122人/平方公里。